# 蕊被忍冬
蕊被忍冬（学名：Lonicera gynochlamydea）是忍冬科忍冬属的植物，为中国的特有植物。分布于中国大陆的甘肃、安徽、陕西、四川、贵州、湖南、湖北等地，生长于海拔1,200米至3,000米的地区，见于沟谷的灌丛、山坡或林中，目前尚未由人工引种栽培。